# Kassadevisen
Als Kassadevisen bezeichnet man ausländisches Buchgeld, das an den Devisenkassamärkten gehandelt wird. Kassadevisen sind, anders als Termindevisen, unmittelbar nach Kauf bzw. Verkauf auszuliefern. Die Abwicklungsfrist beträgt zwei Werktage.
Kassadevisen werden für Zahlungszwecke (Handelsgeschäfte, Finanzgeschäfte) und aus spekulativen Gründen gehandelt.